# Marek Janečka
Marek Janečka (* 9. června 1983, Levoča, Československo) je slovenský fotbalový obránce či záložník, od července 2021 hráč klubu FK Spišská Nová Ves. Mimo Slovensko působil na klubové úrovni v Německu, nyní hraje v Česku. Může nastoupit ve středu nebo na kraji obrany, případně na postu defenzivního záložníka. Má dceru Zoe (* 2013) a syna Marca (* 2016) Nikolasa (* 2022)

## Klubová kariéra
Je odchovancem týmu FK Levoča, odkud v 17 letech zamířil do mužstva FK Spišská Nová Ves působícího v té době ve třetí slovenské lize. Před ročníkem 2006/07 přestoupil do celku FC Rimavská Sobota. Po dvou letech se stal hráčem Dukly Banská Bystrica, kde se neprosadil a v září 2009 proto odešel na hostování zpět do Rimavské Soboty.

### FC ViOn Zlaté Moravce
Před jarní částí ročníku 2009/10 podepsal smlouvu s ViOnem Zlaté Moravce, se kterým na jaře 2010 postoupil do slovenské nejvyšší soutěže.

#### Sezóna 2010/11
Svůj prvoligový debut v dresu ViOnu Zlaté Moravce si odbyl 17. července 2010 v prvním kole proti MŠK Žilina (prohra 1:2), nastoupil na celé utkání. Poprvé v sezoně se střelecky prosadil ve 20. kole proti MFK Ružomberok (výhra 3:0), když v 85. minutě zvyšoval na průběžných 2:0. Celkem v ročníku odehrál 30 ligových střetnutí.

#### Sezóna 2011/12
Svůj první a zároveň jediný gól v sezoně dal v 8. kole hraném 10. 9. 2011 proti Žilině. Janečka v páté minutě otevřel skóre střetnutí, utkání hrané na půdě soupeře nakonec skončilo remízou 2:2. Během podzimu 2011 nastoupil v lize ke všem 18 zápasům, ve kterých nechyběl na hřišti ani minutu.

### FC Hansa Rostock (hostování)
V lednu 2012 odešel ze Zlatých Moravců na půl roku hostovat do tehdy druholigové německé Hansy Rostock, kam si ho vybral trenér Wolfgang Wolf. V Hanse se sešel se svým krajanem Markem Mintálem.
Při svém ligovém debutu nastoupil 5. února 2012 ve 20. kole proti VfL Bochum na celých devadesát minut, Rostock prohrál na půdě soupeře 1:2. S týmem bojoval na jaře o záchranu, která se nezdařila. Rostock skončil v tabulce na posledním 18. místě a Janečka se následně po konci hostování vrátil do ViOnu. Během půl roku si připsal 15 druholigových startů, v nichž nastoupil vždy na celé utkání.

### FC Spartak Trnava
V létě 2012 přestoupil do Spartaku Trnava. Klub Janečku vykoupil z ViOnu, kde měl ještě dva roky platný kontrakt. Ve Spartaku se později stal kapitánem mužstva.

#### Sezóna 2012/13
Se Spartakem Trnava se představil po postupu přes irský Sligo Rovers FC (výhra 3:1 a remíza 1:1) ve třetím předkole Evropské ligy UEFA 2012/13, kde Trnava po prohře 0:3 a výhře 1:0 vypadla se Steauou Bukurešť z Rumunska.
Svůj premiérový ligový start v dresu Spartaku Trnava si připsal v 1. kole hraném 14. 7. 2012 proti MFK Košice, odehrál celý zápas a podílel se na bezbrankové remíze. Svého prvního střeleckého zásahu docílil 27. října 2012 v derby proti Spartaku Myjava, když v 86. minutě dokázal vyrovnat na konečných 2:2. S Trnavou bojoval v ročníku 2012/13 o setrvání v nejvyšší soutěže, Spartak se zachránil až v posledním 33. kole díky výhře 1:0 nad Tatranem Prešov, který po této prohře sestoupil do druhé ligy. Během roku odehrál v lize 32 utkání, na hřišti chyběl pouze ve 27. kole, kdy si odpykával jednozápasový trest za čtyři žluté karty.

#### Sezóna 2013/14
Během sezony 2013/14 gól nedal, nastoupil ke 30 ligovým střetnutím. Se Spartakem po předešlém nepovedeném ročníku vybojoval konečné třetí místo zaručující účast v předkolech Evropské ligy UEFA.

#### Sezóna 2014/15
Se Spartakem po dvou letech bojoval opět o účast ve skupinové fázi Evropské ligy UEFA 2014/15. V úvodním předkole Trnava po výhrách 5:0 a 4:2 postoupila přes Hibernians FC z Malty. V odvetě druhého předkola proti gruzínskému klubu FC Zestafoni dvakrát skóroval, domácí výhra 3:0 zajistila Trnavě po bezbrankové remíze z prvního zápasu postup do 3. předkola proti St. Johnstone FC ze Skotska. S St. Johnstone Trnava nejprve uhrála remízu 1:1 a v odvetě zvítězila v poměru 2:1. Ve 4. předkole (play-off předkolo) se Spartak střetl se švýcarským FC Zürich, který jej po prohře 1:3 a remíze 1:1 vyřadil. Celkem v sezoně nastoupil k 32 utkáním v lize. V létě 2015 Janečkovi vypršela smlouva se Spartakem Trnava, na jejím prodloužení se nedohodl.

### FO ŽP Šport Podbrezová
V červnu 2015 se na dva roky upsal se slovenskému prvoligovému týmu FO ŽP ŠPORT Podbrezová, přestože původně upřednostňoval zahraniční angažmá. Za Podbrezovou nakonec neodehrál žádné ligové utkání, krátce po svém příchodu se vrátil hostovat do Trnavy. Po návratu z hostování s ním v mužstvu, kde měl uzavřený neprofesionální kontrakt, nepočítali a Janečka se stal volným hráčem.

### FC Spartak Trnava (hostování)
Po přestupu do Podbrezové zamířil obratem zpět do Trnavy, kde se dohodlo jeho půlroční hostování do konce sezóny 2015/16.
Za Spartak nastoupil v odvetě prvního předkola Evropské liga UEFA 2015/16, Trnava remizovala na půdě bosenského FK Olimpik Sarajevo 1:1 a postoupila. Ve druhém předkole vyřadila po výhrách 2:1 a 3:1 Linfield FC ze Severního Irska. Ve 3. předkole se Spartak střetl s řeckým PAOK FC z města Soluň, v jehož dresu v té době nastupoval slovenský reprezentant Róbert Mak. Po nadějné domácí remíze Trnava podlehla PAOKu na jeho hřišti 0:1 a byla vyřazena. Svoji jedinou ligovou branku v ročníku vstřelil 30. srpna 2015 v zápase 7. kola proti MŠK Žilina, ve čtvrté minutě otevřel skóre utkání a podílel se na konečném vítězství 2:0. Po podzimu 2015 ve Spartaku definitivně skončil. Během půl roku si připsal v lize 17 startů.

### MFK Karviná
V lednu 2016 odešel jako volný hráč (zadarmo) do českého druholigového klubu MFK OKD Karviná. Podepsal smlouvu do léta 2016 s opcí na roční prodloužení v případě postupu mužstva do české nejvyšší ligy.

#### Sezóna 2015/16
V dresu Karviné debutoval v 17. kole hraném 5. 3. 2016 proti Slavoji Vyšehrad (výhra 2:0). Nastoupil na celý zápas a ve 21. minutě vstřelil rozhodující gól. Podruhé se střelecky prosadil 1. dubna 2016 ve 22. minutě v "přestřelce" proti Dynamu České Budějovice, utkání skončilo remízou 4:4. Po výhře 2:0 nad FK Pardubice ve 29. kole postoupil s Karvinou do první ligy.

#### Sezóna 2016/17
Před ročníkem 2016/17 Karviná uplatnila na Janečku předkupní právo a prodloužila jeho působení v mužstvu. Své první branky v nejvyšší české soutěži docílil ve 3. kole hraném 13. srpna 2016 proti FK Mladá Boleslav, když v 58. minutě vyrovnával na 1:1. Karviná nakonec v Mladé Boleslavi překvapivě zvítězila 2:1. Následně se trefil v šestém kole v souboji s Vysočinou Jihlava (výhra 3:0), když ve 28. minutě vstřelil druhý gól zápasu. Potřetí v ročníku se střelecky prosadil 26. 11. 2016 proti Bohemians Praha 1905 (výhra 3:0). Svůj čtvrtý střelecký zásah si připsal v odvetě proti Jihlavě, když v 68. minutě uzavřel skóre střetnutí.

### FK Spišská Nová Ves
Do Spišské Nové Vsi přišel jako volný hráč dne 1. července 2021.